# Handball-Verbandsliga Bayern 1997/98
Die Handball-Verbandsliga Bayern 1997/98 wurde unter dem Dach des „Bayerischen Handballverbandes“ (BHV) organisiert, sie ist die zweithöchste Spielklasse des bayerischen Landesverbandes und wird hinter der Bayernliga als fünfthöchste Liga im deutschen Ligensystem geführt.

## Saisonverlauf
Meister der Verbandsliga Nord wurde der TSV 1860 Ansbach und Meister der Südgruppe war der TSV Ottobeuren. Beide Clubs waren damit auch direkt für die Handball-Bayernliga 1998/99 qualifiziert. Die Aufstiegsrelegation gewann die HG Erlangen, der als dritter Aufsteiger nachrückte.

### Modus
Die in Gruppe Nord und Süd eingeteilte Liga bestand aus je zwölf Mannschaften. Es wurde eine Hin- und Rückrunde gespielt. Platz eins jeder Gruppe war Staffelsieger und Direktaufsteiger in die Bayernliga. Die zweiten Plätze spielten in einer Relegation den dritten Aufsteiger aus. Die Platzierungen zehn bis zwölf jeder Gruppe waren Direktabsteiger.

## Teilnehmer
Nicht mehr dabei waren die Aufsteiger der Vorsaison HG Rothenburg, VfL Waldkraiburg, TSV Aichach und je drei Absteiger aus der Nord- und Südgruppe. Neu dabei waren die Absteiger aus der Bayernliga ETSV 09 Landshut, MTSV Schwabing, CSG Erlangen. Dazu kamen sechs Aufsteiger aus den Bezirksligen. 
Gruppe Nord

1. TSV 1860 Ansbach
 
2. HG Erlangen II

Bereich des „Bayer. Handballverbandes“ (BHV)

- (A) Absteiger aus der Bayernliga war
 CSG Erlangen

Gruppe Süd

1. TSV Ottobeuren

2. 
- (A) Absteiger aus der Bayernliga waren
 ETSV 09 Landshut, MTSV Schwabing,

### Aufstiegsrelegation
Die Relegation gewann die HG Erlangen